# Sensiblu
Sensiblu a fost o firmă care se ocupa cu retailul de produse farmaceutice. A fost până în 2011 cea mai mare rețea de farmacii din România, fiind prezentă în toate orașele de peste 50.000 de locuitori și lider de piață în retailul de produse farmaceutice.
Compania a fost înființată în 1997 și a introdus în România conceptul de farmacie deschisă. Farmaciile Sensiblu fac parte din holdingul olandez A&D Pharma. În anul 2009, rețeaua Sensiblu număra 219 de farmacii în 51 de orașe.
În 2017 compania Dr. Max a cumpărat A&D Pharma cu lanțul de farmacii Sensiblu. În 2020 a început procesul de rebranding. Din 2023, Farmaciile Sensiblu au devenit Dr. Max.

## Fundația Sensiblu

Logo-ul Fundației Sensiblu

Fundația Sensiblu este o organizație fără scop lucrativ, fiind divizia de responsabilitate socială a grupului A&D Pharma. Înființată în 2002, Fundația Sensiblu și-a asumat un rol activ în lupta împotriva violenței domestice precum și în ajutorarea categoriilor defavorizate (femei, copii, bătrâni, victime ale unor cataclisme naturale).
În fiecare an, în perioada 25 noiembrie – 10 decembrie (până în 2023) Fundația Sensiblu organiza campania de sensibilizare la fenomenul violenței în familie, „V-Days, 16 zile Internaționale de Activism Împotriva Violenței asupra Femeii”.
Alte campanii desfășurate de Fundația Sensiblu au fost „Sănătate și speranță” pentru ajutorarea victimelor inundațiilor (2005-2006), susținerea introducerii ordinului de restricție ca măsură de siguranță pentru victimele violenței domestice, „Marșul Tăcerii” împotriva violenței asupra femeilor (2008), precum și donații periodice în medicamente și hrană pentru copii către instituții (spitale, ONG-uri) care au în îngrijire copii, bătrâni și bolnavi cronici.

## Număr de farmacii
- 2009: 219[3]
- 2006: 188[12]